# Route nationale 46 (Estonie)
Pour les articles homonymes, voir Route nationale 46.
La route nationale 46 (Tugimaantee 46) est une route nationale estonienne reliant Tatra à Lauküla (et). Elle mesure 46,6 km.

## Tracé
- Comté de Tartu
  - Tatra
  - Pühi
  - Kullaga
  - Visnapuu
  - Sulu
  - Pangodi
  - Oomiste
  - Kodijärve
  - Palumäe
- Comté de Valga
  - Makita (en)
  - Nõuni (en)
  - Päidla (en)
  - Neeruti (en)
  - Vana-Otepää (en)
  - Kastolatsi (en)
  - Räbi (en)
  - Otepää (village) (en)
  - Otepää
  - Nüpli (en)
  - Vidrike (et)
  - Kaurutootsi (en)
  - Kassiratta (en)
  - Tõutsi (et)
  - Ilmjärve (en)
  - Risttee (et)
  - Restu (et)
  - Lauküla (et)